# 中华人民共和国农业
中华人民共和国农业广义上包括种植业、林业、畜牧业、渔业、副业。中华人民共和国政府根据《国民经济行业分类》（GB/T4754-2017）将中华人民共和国经济各行业分为三个产业，农业为“第一产业”，是支持国民经济建设与发展的基础产业。
中国南方地区农田多以水田为主，粮食作物以种植水稻为主。北方地区农田多以旱地为主，粮食作物以种植小麦为主。中国秦岭淮河以北的北方地区，属于温带季风气候，热量较低，降水偏少，以旱地作物种植为主，主要种植小麦。

## 历史

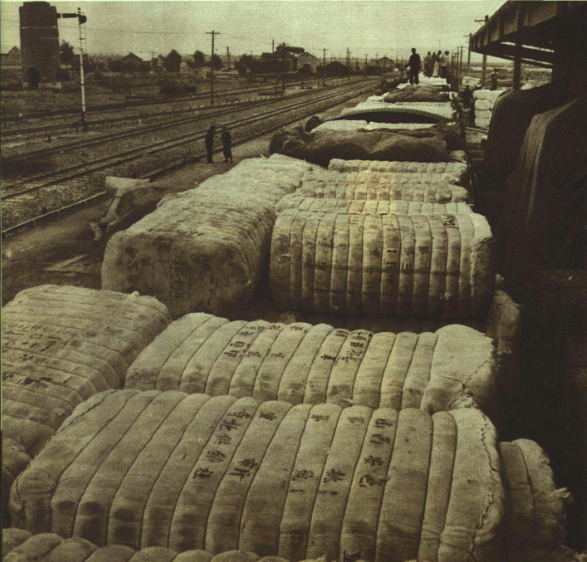
1952年山西棉花丰收

第二次国共内战时期，中国共产党在其控制的解放区进行土地改革。中华人民共和国建立初期，在新解放区继续进行土地改革运动。1950年初期，中国政府基本完成了全国范围内的土地改革。3亿多农民无偿分得土地、生产资料，并免除地租。此次改革结束了中国数千年封建地主制度。当时中国南方14省中，有12个省为粮食净调出省，這些调出的糧食都調往北方。
1953年2月15日，中共中央做出《关于农业生产互助合作的决议》，农民和地主等個人一同失去土地所有权，僅有使用權。至此农村土地收归集体，个人不再拥有土地所有权。同年起推行的统购统销政策，又使政府控制了粮食、棉花等主要农产品资源的生产和销售。这项政策一直持续到1980年代，通过抽取农产品和工业品之间的“剪刀差”等方式，农民被政府剥削，最终“一贫如洗”。之後人民公社和文革期間人民勞動積極性不足，長期農產量萎縮並發生三年困难时期饑荒。而当时实行的全民计划供给体制，除了粮食、布料外，占人口绝大多数的中国农民基本被排除出日常物资供给。1970年，中國要求北方省份加快农业发展。

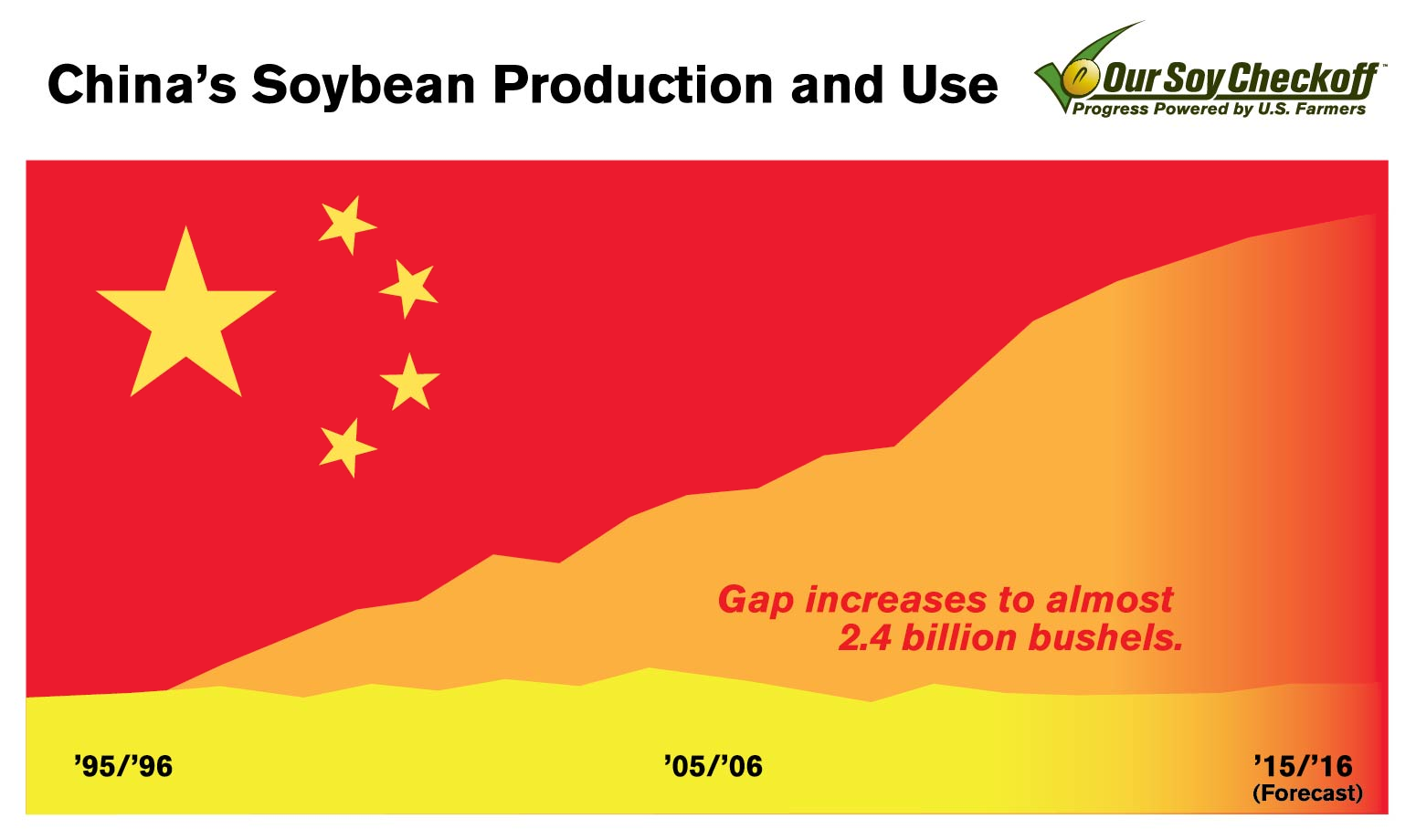
大豆的消费量与產量

1980年代改革開放中国政府开始推行家庭联产承包责任制，將農作物私有化以調動人的勞動積極性，短時間內就解決了饑荒問題和奠定工業化社會所需的糧食供應穩定。之後引入地膜等農業科技大幅提高了農產量。改革开放之后，中國南方开始大规模发展工业产业，使得粮食生产減少。2003年，中國划定黑龙江、吉林、辽宁、河北、河南等13个省、自治区成为粮食主产区。北方糧食開始運往南方，稱為北粮南运。21世紀後中國僅小麥產量成為世界第一，其次為印度美國。2005年中央下令廢除農業稅結束了2600年的「皇糧國稅」歷史。大致而言中國糧食產量至今依每年增產，官方也將糧食安全有最低自給自足能力奉為圭臬。不過中華人民共和國依舊是大米和大豆最大進口國。
| 年         | 2013    | 2014    | 2015    | 2016    | 2017   | 2018   | 2019   | 2020   |
| 糧食生產   | 60635   | 61338   | 61954   | 62862   | 61546  | 62435  | 62515  | 63399  |
| 糧食消費   | 63414   | 64769   | 66153   | 68565   | 71006  | 71877  | 72678  | 73411  |
| 糧食自給率 | 96%     | 94.7%   | 94%     | 91%     | 86.6%  | 86.8%  | 86%    | 86.3%  |
| 穀物生產   | 54137   | 54696   | 55108   | 55904   | 56084  | 56942  | 57730  | 58103  |
| 穀物消費   | 53128   | 53890   | 54663   | 55447   | 56242  | 57048  | 57867  | 58696  |
| 穀物自給率 | 101.90% | 101.50% | 100.81% | 100.82% | 99.72% | 99.81% | 99.76% | 98.99% |

## 产业

### 种植业

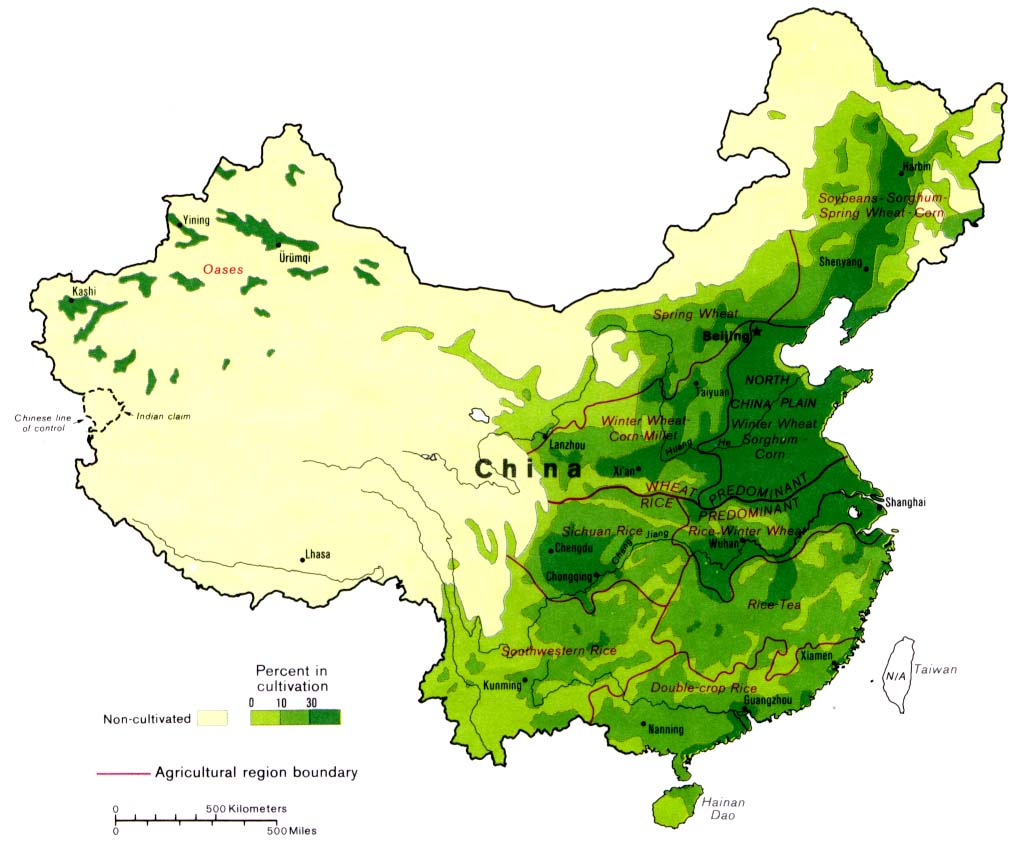
1986年調查的耕地區

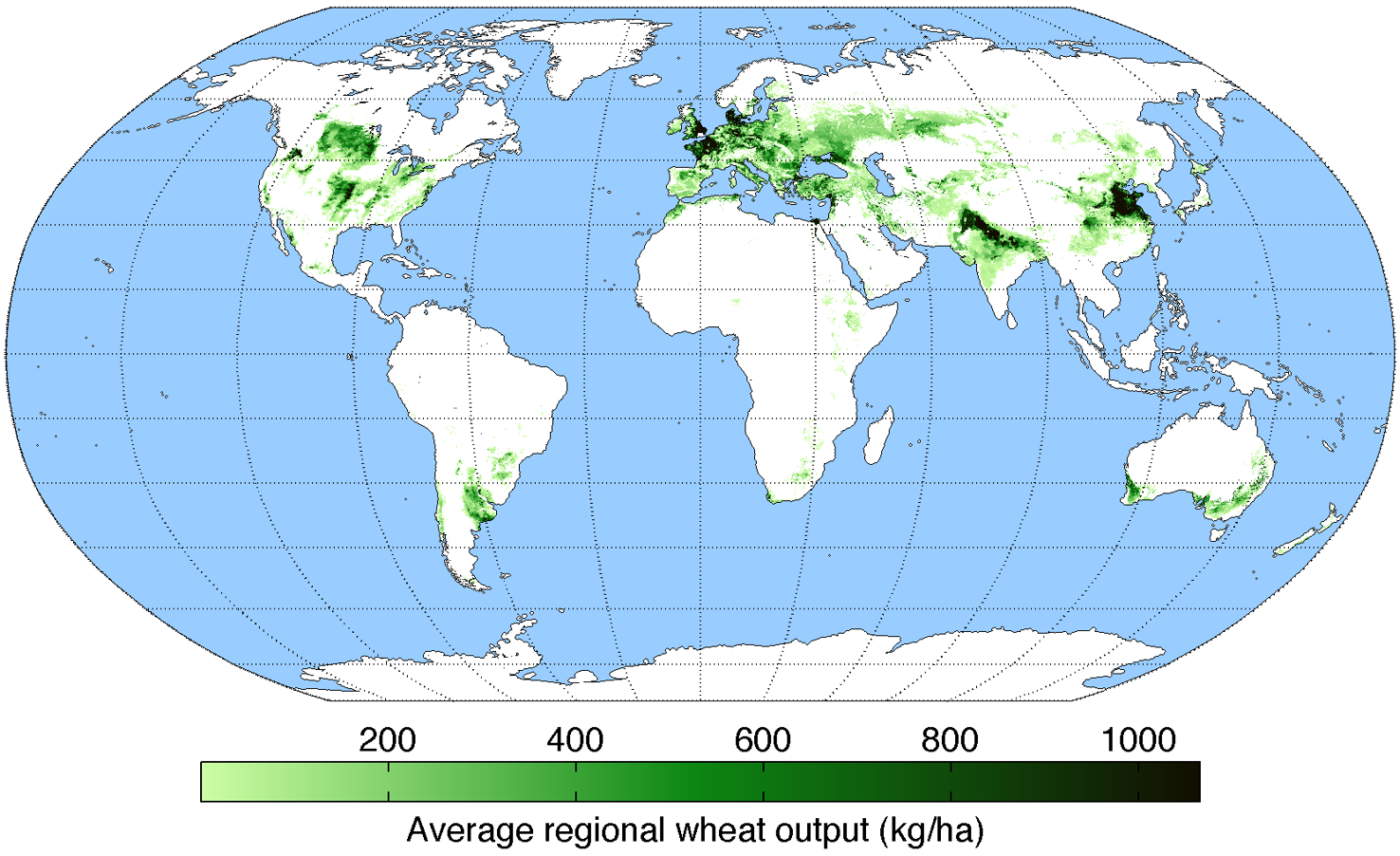
全球小麥產地圖，中國小麥產量為世界第一，其次為印度、美國

种植业主要分布在中国东部半湿润和湿润的平原地区。秦岭-淮河一线以北的中国北方地区，农作物多为一年一熟、两年三熟或一年二熟，主要农作物有小麦、花生、甜菜、玉米、大豆等；秦岭-淮河一线以南的南方地区，农作物多为一年二熟或一年三熟，主要农作物有水稻、油菜、甘蔗等。
|     | 產物   | 1949產量(噸) | 1978產量(噸) | 1999 產量(噸) |
| 1.  | 糧食類 | 113,180,000  | 304,770,000  | 508,390,000   |
| 2.  | 棉花   | 444,000      | 2,167,000    | 3,831,000     |
| 3.  | 油菜   | 2,564,000    | 5,218,000    | 26,012,000    |
| 4.  | 甘蔗   | 2,642,000    | 21,116,000   | 74,700,000    |
| 5.  | 甜菜   | 191,000      | 2,702,000    | 8,640,000     |
| 6.  | 烤菸草 | 43,000       | 1,052,000    | 2,185,000     |
| 7.  | 茶業   | 41,000       | 268,000      | 676,000       |
| 8.  | 水果   | 1,200,000    | 6,570,000    | 62,376,000    |
| 9.  | 肉類   | 2,200,000    | 8,563,000    | 59,609,000    |
| 10. | 水產類 | 450,000      | 4,660,000    | 41,220,000    |

- 粮食产量：6億0710万吨
  - 夏粮：1億3660万吨
  - 秋粮：4億3649万吨
  - 早稻：3401万吨
- 穀物产量：5億5727万吨
  - 稻米：2億0643万吨
  - 小麦：1億2617万吨
  - 玉米：2億1567万吨
- 棉花產量：616万吨
- 油料产量：3517万吨
- 糖料产量：1億3403万吨
- 茶叶产量：209万吨

中国大陸主要商品粮基地有三江平原、松嫩平原、江淮地区、太湖平原、鄱阳湖平原、洞庭湖平原、江汉平原、成都平原和珠江三角洲。
种植面积：112萬7400平方公里
- 油料植物：14萬0800平方公里
- 棉花：4萬2200平方公里
- 糖料：1萬9100平方公里

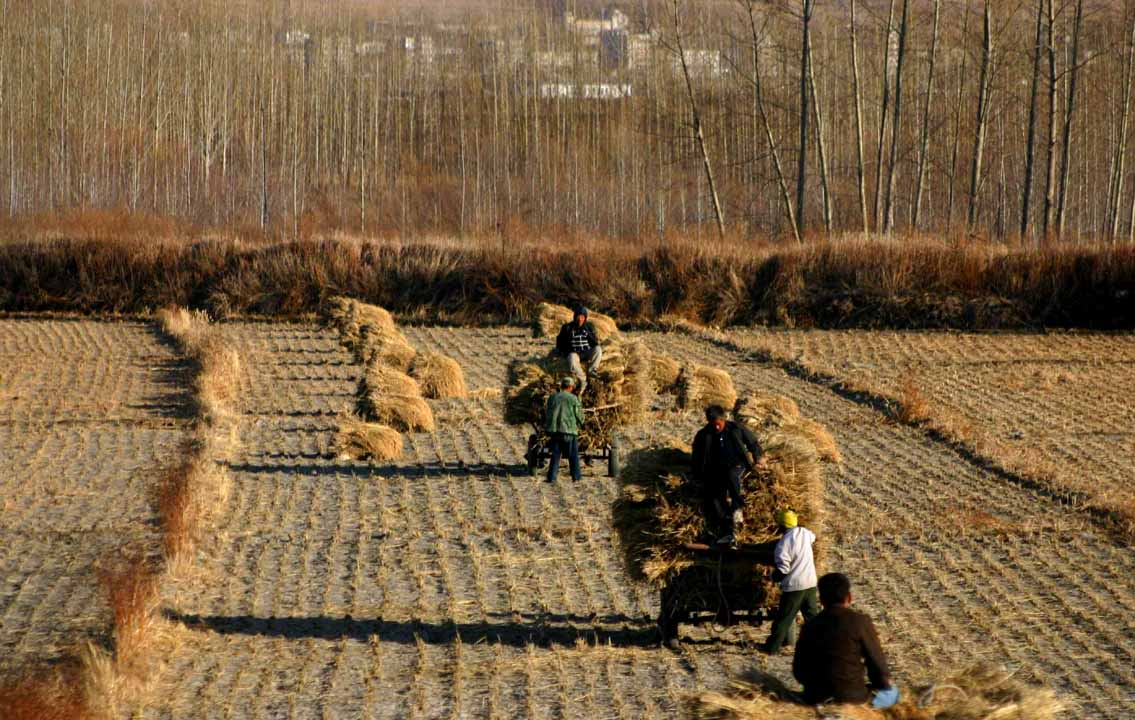
洞庭湖平原
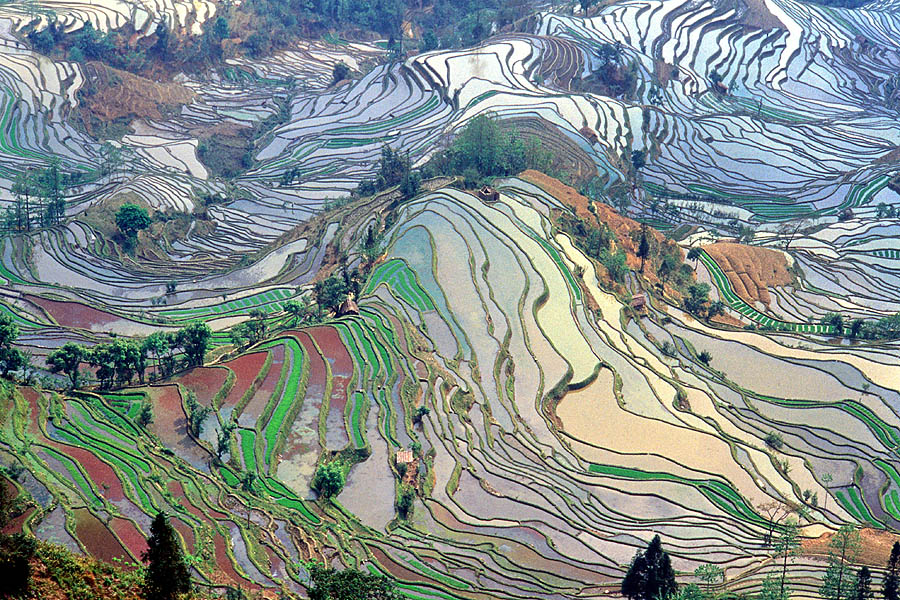
云南元阳的水稻梯田
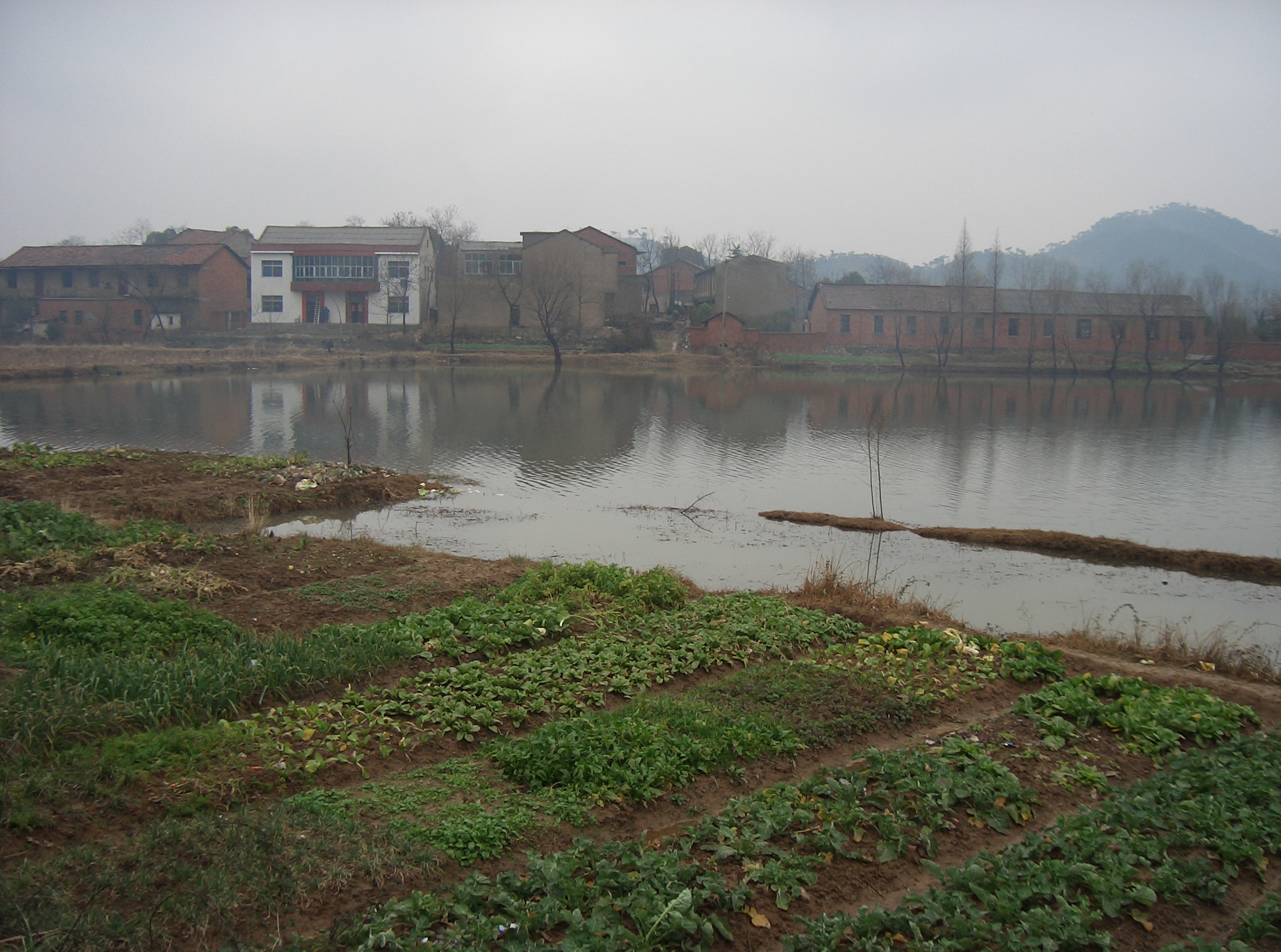
湖北農村

### 林业
林业主要分布在中国东北和西南的天然林区，以及东南部的人工林区。
- 林業總產值：3兆人民幣(2011年)
- 人造板產量：2.09億立方米(2011年)
- 木竹地板產量：6.29億平方公尺(2011年)
- 經濟木材產量：1.34公噸(2011年)居世界首位[8]
- 木材進出口總值：230億美元(2011年)
- 木材产量：8178万立方米(2014年)

### 畜牧业
中国畜牧业主要分布在西部地区，五大牧区为：新疆牧区、青海牧区、西藏牧区、内蒙古牧区和甘肃牧区。
产量：
- 肉类总产量：8707万吨
  - 猪肉产量：5671万吨
  - 禽肉产量：1751万吨
  - 牛肉产量：689万吨
  - 羊肉产量：428万吨
- 禽蛋产量：2894万吨
- 牛奶产量：3725万吨
- 生猪存栏：4億6583万头
- 生猪出栏：7億3510万头

### 渔业
渔业主要分布在中国东部地区。东部沿海地区是中国海洋捕捞和海洋养殖的基地；长江中下游地区是中国淡水渔业最发达的地区。
中国渔民在从事海洋捕捞时，与他国政府部门发生冲突的事件日益引起关注。中国和韩国之间的渔业冲突尤其严重。
- 水产品产量：6450万吨
  - 养殖：4762万吨
  - 捕捞：1688万吨

## 农业科技
農業科技化方面早在1973年間中國科學家袁隆平使用雜交水稻技術，首次育成三系雜交高產水稻，1975年國務院投入大批人力物力支持得以發揚光大。2004年超級雜交稻實現百畝示範產800公斤後中央下令全面推廣，2007年中國大陸的水稻產量為5億噸，目前中國也是世界上最大稻米生產國，各類稻種合計佔世界稻米35%產量。近代也開始用重离子束加速器、宇宙射线、伽马射线等航天技術跨業支援，對农作物实施诱发突变育種，例如“鲁原502小麥”等成功突變種出現，進一步提高產量。
另一方面官方依然繼續加強增加農產量的方法，80年代起大量利用地膜技術增產，还使用基因工程技術，有自力研發也有和國際大糧商合作，但也在2007年後發生BT63基因改造水稻事件等意外事件，可總體前進路線不變。

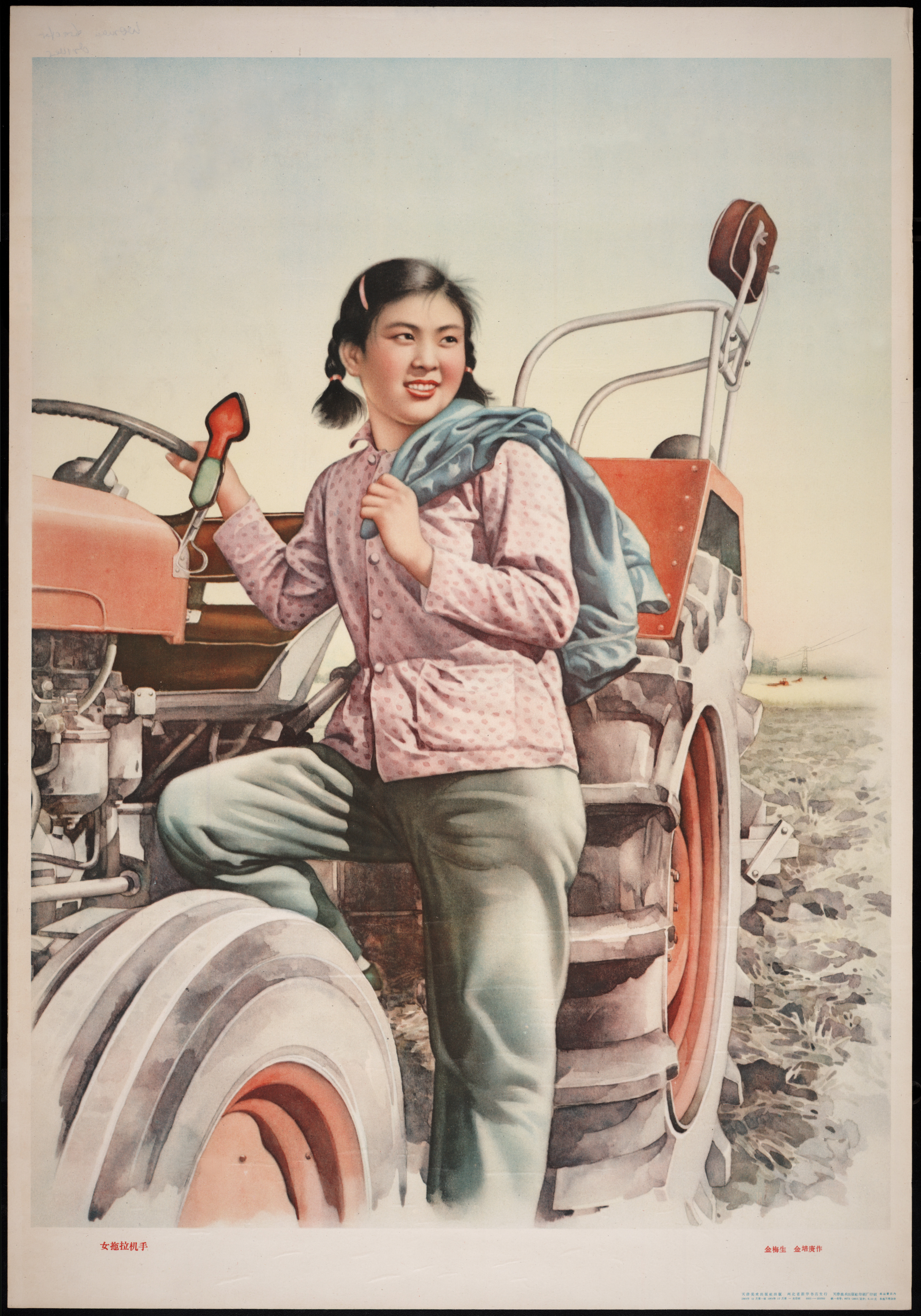
農業機械化時期宣傳海報
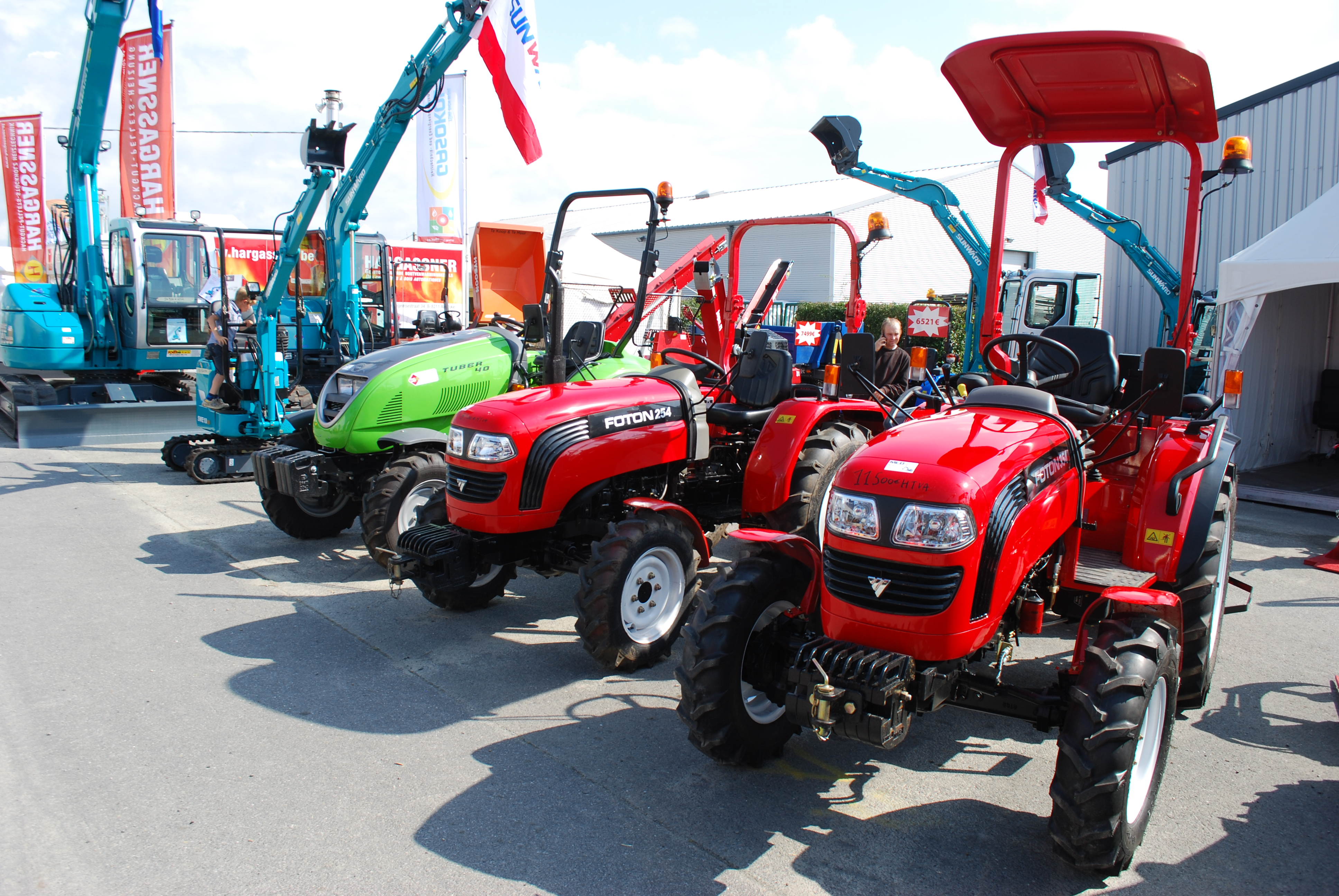
國產的福田拖拉機
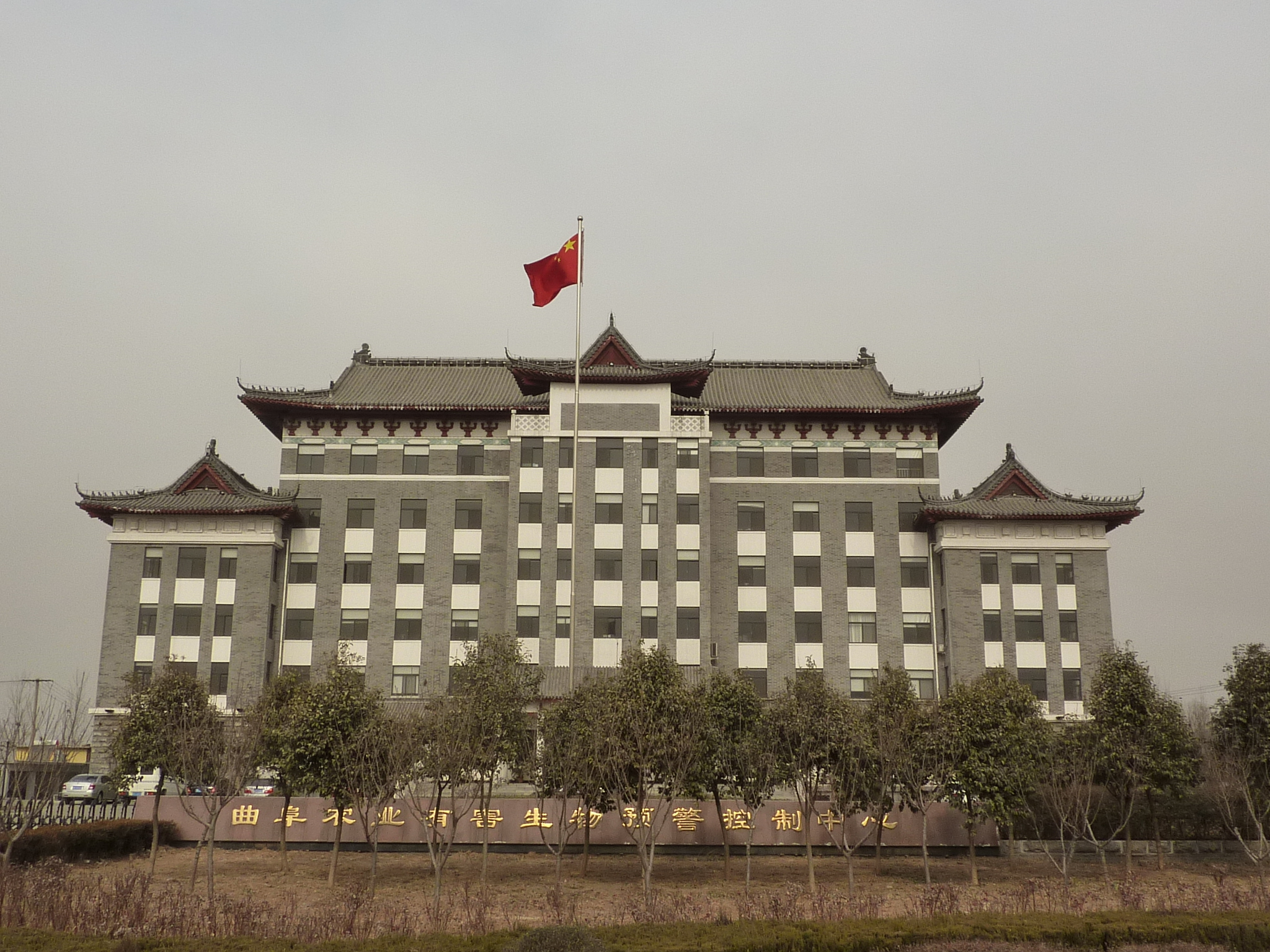
曲阜的農業病蟲害中心
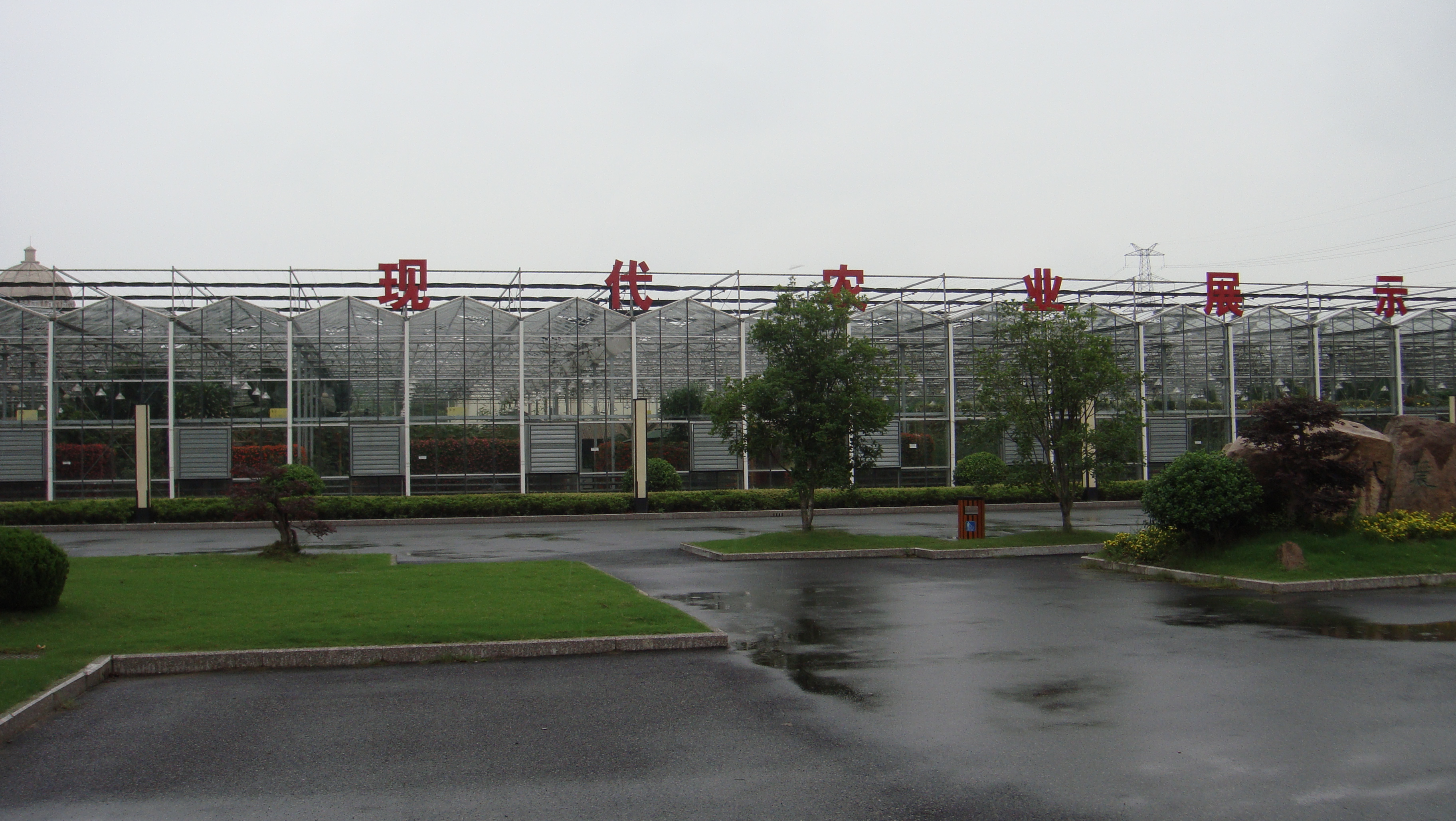
江苏省太仓市现代农业园

## 外部連結
- 央視官方頻道-從多產到精產（页面存档备份，存于）
- The Dragon and the Elephant: Agricultural and Rural Reforms in China and India Edited by Ashok Gulati and Shenggen Fan (2007), Johns Hopkins University Press
- Hsu, Cho-yun. Han Agriculture (Washington U. Press, 1980)
- Official Statistics from FAO （页面存档备份，存于）
- Farmers, Mao, and Discontent in China: From the Great Leap Forward to the Present（页面存档备份，存于） by Dongping Han, Monthly Review, November 2009